# Sa'id II bin Maktum bin Hasher Al Maktum
Saʿīd II bin Maktūm bin Ḥashir Āl Maktūm (in arabo سعيد بن مكتوم آل مكتوم‎? ; Dubai, 1878 – Dubai, 10 settembre 1958), è stato emiro di Dubai dal 1912 al 1958.
Guidò l'emirato durante la fine del boom della raccolta di perle e attraverso la lunga e difficile recessione che seguì il crollo del mercato perlaceo e nella trasformazione di Dubai in un attivo snodo commerciale. Si adoperò per sviluppare nuovi mercati e opportunità economiche.
Nonostante facesse parte di una lunga tradizione di governanti liberali e di mentalità orientata al commercio, dovette fare pressione su una serie di personalità di spicco a Dubai per riformare il governo della città e alla fine fu costretto a sedare quella che divenne una ribellione attiva contro il suo governo.
In seguito cedette molte delle responsabilità per guidare la crescita economica di Dubai a suo figlio, Rashid.

## Regno
Sa'id II bin Maktum nacque a Dubai nel 1878 ed era figlio dello sceicco Maktum II bin Hasher Al Maktum, sovrano di Dubai dal 1894 al 1906. Dopo la morte del padre, suo cugino Buṭī bin Suhayl governò per otto anni, fino alla sua morte avvenuta nel 1912.
All'età di 34 anni, Sceicco Saeed ereditò un piccolo ma fiorente porto commerciale e un centro perlaceo che impiegava circa 7 000 uomini nel commercio stagionale. Uomo semplice, Sa'id si recava a caccia nel deserto ed era rispettato per la sua fedeltà ai valori islamici.
Le sue relazioni con gli sceicchi vicini erano stabili, così il rapporto di Sa'id con gli inglesi. L'industria delle perle era redditizia e il commercio si basava su un vivace mercato di riesportazione, in particolare verso gli sceiccati arabi circostanti e la Persia.
In seguito al movimento di mercanti da Bandar Lengeh a Dubai nei primi anni del XX secolo, un'altra migrazione si verificò con condizioni sempre più restrittive per gli scambi che avvenivano nella Persia meridionale. Molti altri commercianti delle aree di Bastak e Bandar Lengeh si trasferirono a Dubai e furono accolti. Un certo numero di essi aveva stabilito attività commerciali a Dubai ma non aveva trasferito la famiglia e, negli anni '20, molte di esse raggiunsero Dubai. C'era da tempo una relazione commerciale tra Dubai e Bastak, con quest'ultima che era una delle principali fonti di legna da ardere per le comunità costiere del golfo Persico.

## Il crollo del commercio di perle
Al momento dell'arrivo di questo nuovo flusso di famiglie di commercianti, nuvole temporalesche si stavano diffondendo sul mercato delle perle. La perla coltivata giapponese, una meraviglia mostrata in primo luogo alle esposizioni e in altre fiere, iniziò ad essere prodotta in quantità commerciali alla fine degli anni '20. L'afflusso di perle economiche e di alta qualità ai mercati mondiali affiancò la piaga economica della Grande depressione. Il risultato sui mercati delle perle del golfo Persico fu devastante. Nel 1929 le appena 60 barche erano adibite al commercio delle perle a Dubai (nel 1907 c'erano 335 imbarcazioni che operavano fuori dal porto) rimasero ferme per tutta la stagione. Il complesso sistema di finanziamento che sosteneva l'industria perlacea, il rapporto tra proprietari, commercianti di perle, nakhudas (capitani), subacquei ed estrattori si sciolsero e un numero sempre crescente di lavoratori della città si trovò di fronte alla miseria.
Un numero record di schiavi contattarono l'agente britannico per ricevere la manomissione, l'atto con cui il proprietario libera un servo dalla schiavitù, un riflesso dello stato polivalente della flotta perlacea e dei suoi proprietari.
Il 15 aprile 1929, Sa'id fu deposto e sostituito dallo Sceicco Mani bin Rāshid, un lontano zio. Tre giorni dopo riprese il potere.
Nel 1934 concluse un accordo con la Imperial Airways per i voli che avrebbero dovuto svolgersi attraverso Dubai e che partirono nel 1937. L'accordo portò delle benvenute entrate. Egli firmò anche un accordo preliminare per una concessione petrolifera con la compagnia britannica Petroleum Concessions Ltd il 22 maggio 1937 che stabiliva che avrebbe dovuto utilizzare manodopera locale per creare posti di lavoro per il popolo di Dubai. Accanto a questi sforzi, i commercianti di Dubai trovarono nuovi mercati in Persia, scambiando zucchero, tè, tessuti, pellami e persino cemento nella terraferma persiana. La loro crescente prosperità arrivò nel momento in cui la tradizionale classe agiata di Dubai, i commercianti di perle e i proprietari di barche, affrontarono un periodo di crisi. Ciò portò a crescenti tensioni e al malcontento tra alcune delle famiglie più influenti della città.

## Majlis
Il movimento Majlis del 1938 fu un riflesso del malcontento provato da una serie di personalità di spicco a Dubai, compresi i membri della stessa famiglia Al Maktum. Nell'ottobre del 1938 la situazione si era deteriorata al punto in cui Dubai fu divisa in due campi armati dal suo ruscello: Deira era in mano ai membri scontenti della Casa di Al Bu Falasah e Bur Dubai allo sceicco Sa'id e dai suoi seguaci. In seguito alla mediazione di altri governanti e dell'agente politico britannico, che giunse dal Bahrein, il 20 ottobre fu firmato un accordo con il quale si istitutiva il Majlis, un consiglio consultivo di quindici membri della comunità con a capo lo sceicco.
Il Majlis istituì un certo numero di organi municipali, tra cui il consiglio comunale e il consiglio dei mercanti, nonché l'ufficio di direttore dell'istruzione, presieduto dallo sceicco Mana Al Maktoum. Il Majlis non si occupava solo di questioni pratiche, ma cercava anche di limitare la posizione finanziaria del sovrano e di chiedere riforme politiche.
Sa'id divenne rapidamente sconcertato dal processo del Majlis e si ritirò dalle riunioni del consiglio. Il 29 marzo 1939 il Majlis fu sciolto quando un certo numero di suoi membri furono attaccati dai beduini mentre stavano assistevano al matrimonio del figlio dello sceicco a Deira.

## Crescita economica
Sebbene regnò per altri venti anni, Sa'id evitò sempre più la vita politica e cedette l'amministrazione dell'emirato a suo figlio, Rashid. Questi implementò molte delle riforme richieste dal Majlis e aggiunse il proprio impeto alla spinta a sviluppare e riformare Dubai, trasformando il piccolo porto commerciale in una moderna città-stato nell'arco di una generazione.
Nel 1950, la residenza britannica era chiaramente in perdita per spiegare la fonte della ricchezza di Dubai, che era ormai diventata considerevole:
Nel 1954 Dubai divenne un comune.
Le crescenti attività della Petroleum Development (Trucial Coast), che si era assicurata una serie di concessioni esplorative nell'area, comportarono un aumento dell'attività economica e Dubai agì per realizzare le infrastrutture necessarie per cogliere l'opportunità. Nel 1954, sir William Halcrow e alcuni colleghi furono condotti a visitare il Creek e poi la Overseas Ast Company eseguì operazione di dragaggio. Prestiti, il rilascio di Creek Bond e la rivendita del terreno bonificato dalle operazioni di dragaggio contribuirono a finanziare l'operazione, che avvenne tra la fine del 1958 e il 1959. Sa'id era ormai anziano e malato e gli inglesi cominciarono a chiedere al figlio di prendere il posto di suo padre, cosa che lui si rifiutò di fare.

## Vita personale
Sa'id sposò in prime nozze Hessa bint Al Murr, la madre di tutti i suoi figli tranne il suo più piccolo, Ahmed. Esso è figlio della seconda moglie dello sceicco, Fatima bint Ahmed bin Suliman.

## Morte
Sa'id morì a Dubai nelle prime ore del 10 settembre 1958. Gli succedette il figlio maggiore, sceicco Rashid. Due mesi dopo la sua morte, il 1º dicembre 1958, la sua seconda moglie diede alla luce un figlio, lo sceicco Ahmed. Egli oggi è presidente e CEO della compagnia aerea Emirates.